# Alleanza per un Futuro Migliore della Bosnia ed Erzegovina
L'Alleanza per un Futuro migliore della Bosnia ed Erzegovina (Savez za bolju budućnost Bosne i Hercegovine - SBB) è un partito politico di centro-destra in Bosnia ed Erzegovina.
Il partito è stato fondato nel settembre 2009 da Fahrudin Radoncic, il fondatore e proprietario del Dnevni Avaz, il più grande quotidiano bosgnacco in Bosnia ed Erzegovina.
Esso si pone come nuova alternativa al Partito d'Azione Democratica, al Partito Socialdemocratico di Bosnia ed Erzegovina e al Partito per la Bosnia ed Erzegovina.

## Risultati
SBB ha ottenuto risultati incoraggianti alle elezioni generali del 2010 conquistando 4 seggi nella Camera dei rappresentanti della Bosnia ed Erzegovina, 13 seggi nella Camera dei rappresentanti della Federazione di Bosnia ed Erzegovina e 29 seggi in totale nelle Assemblee cantonali della Federazione di Bosnia ed Erzegovina. Inoltre il candidato del SBB alla Presidenza della Bosnia ed Erzegovina come membro bosgnacco Fahrudin Radončić si è piazzato al secondo posto col 30,5% dei voti.
Tra il 2013 e il 2014 SBB ha fatto parte del governo a livello nazionale.
Alle elezioni generali del 2014 ha ottenuto 4 seggi nella Camera dei rappresentanti della Bosnia ed Erzegovina, 16 seggi nella Camera dei rappresentanti della Federazione di Bosnia ed Erzegovina e 36 seggi in totale nelle Assemblee cantonali della Federazione di Bosnia ed Erzegovina. Radončić è arrivato nuovamente secondo con il 27,0% nelle elezioni presidenziali.
Nel novembre 2015 è entrata nella maggioranza di governo a livello federale e nazionale insieme a SDA, HDZ e SzP.